# Goldener Oktober

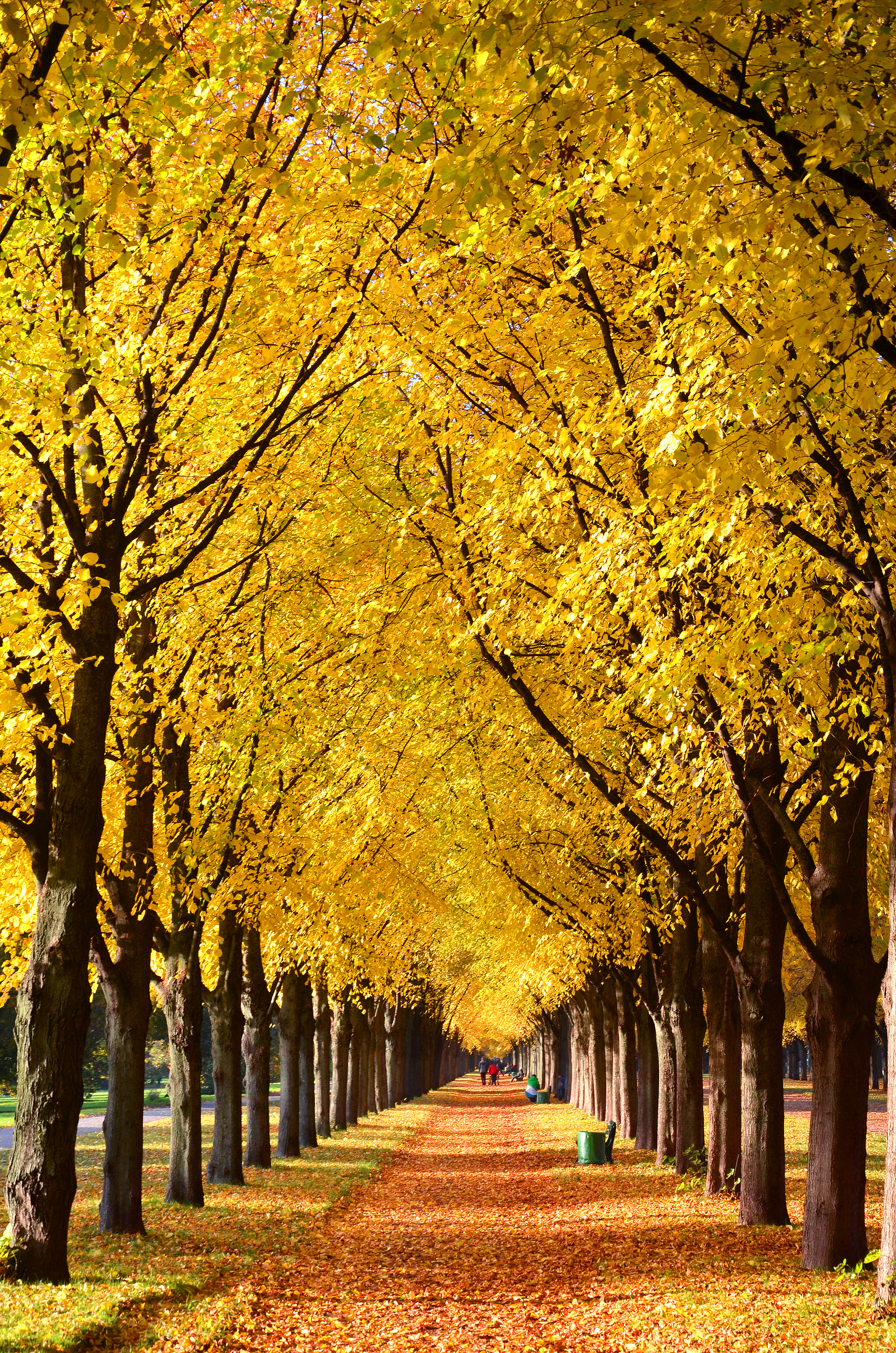
Ein goldfarbener Oktobertag an der Herrenhäuser Allee in Hannover

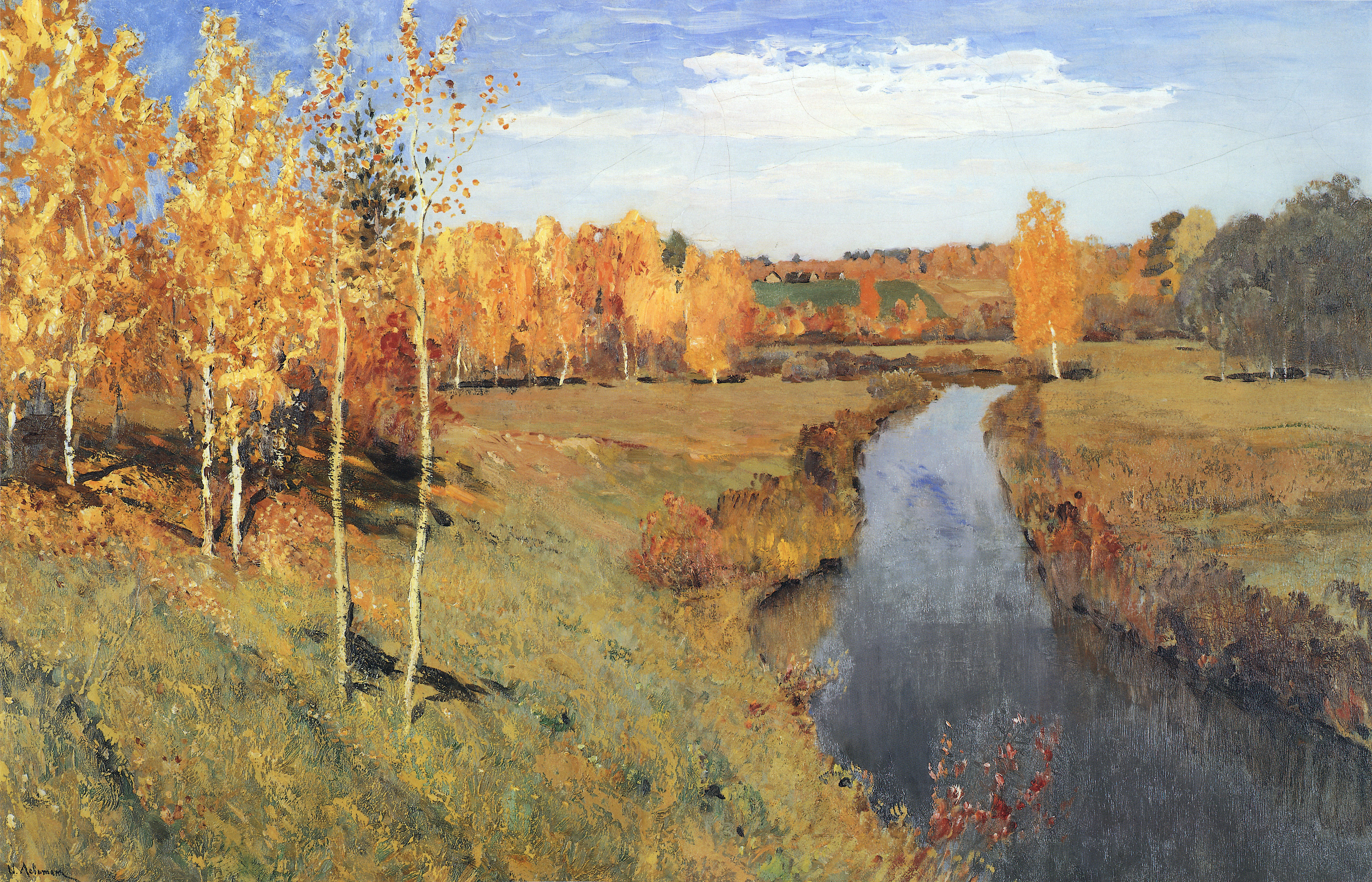
Goldener Herbst, Gemälde von Isaak Lewitan (1895)

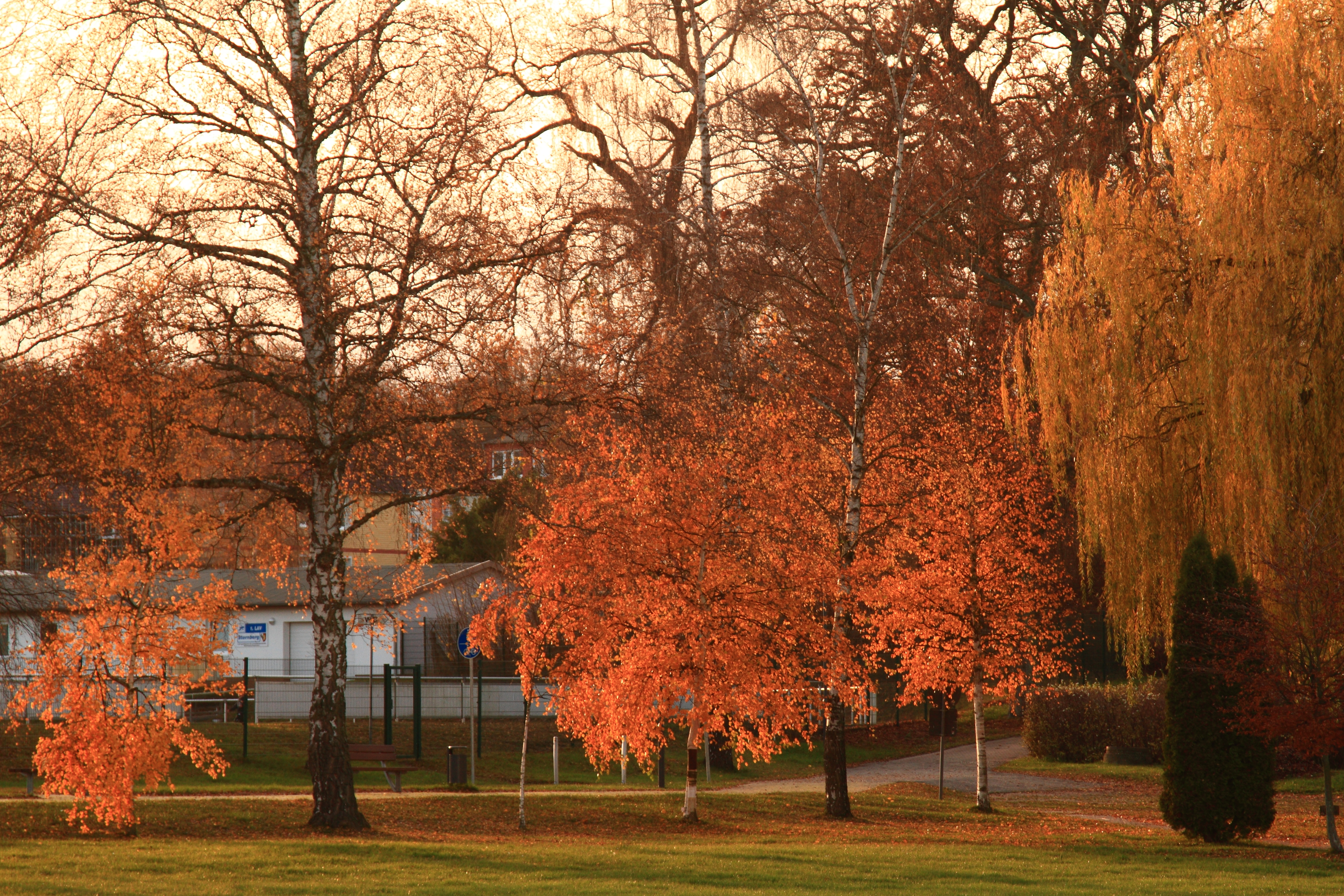
Goldener Spätherbst am Großen Sternberger See nordöstlich von Schwerin

Goldener Oktober und goldener Herbst sind Bezeichnungen für das meist typische Landschaftsbild im herbstlichen Oktober beziehungsweise im Herbst.
Die Bezeichnungen beziehen sich auf die in den Herbstmonaten einsetzende Blätterfärbung der Laubwälder. Bei einer gelb-rötlichen Sonneneinstrahlung, insbesondere bei Sonnenauf- oder -untergang, lässt sich ein goldener Farbton erkennen. Das Wort golden drückt zugleich aus, dass ein solcher Anblick von vielen Menschen als schön empfunden wird.
Der Ausdruck goldener Oktober hat in Deutschland eine jahrhundertelange Tradition. Er wurde nachweislich bereits vor mehreren hundert Jahren verwendet, wobei das exakte Datum des Aufkommens nicht gesichert ist.
Der Ausdruck goldener September kommt ebenfalls vor, allerdings deutlich seltener. Es handelt sich augenscheinlich um eine jüngere Analogiebildung zum goldenen Oktober.

## GedichtSeptembermorgen
Eduard Mörike hat im Jahr 1827 den goldenen Herbst in seinem berühmten Gedicht Septembermorgen verewigt:
Im Nebel ruhet noch die Welt,
noch träumen Wald und Wiesen;
bald siehst du, wenn der Schleier fällt,
den blauen Himmel unverstellt,
herbstkräftig die gedämpfte Welt
in warmem Golde fließen.